# Wasbal

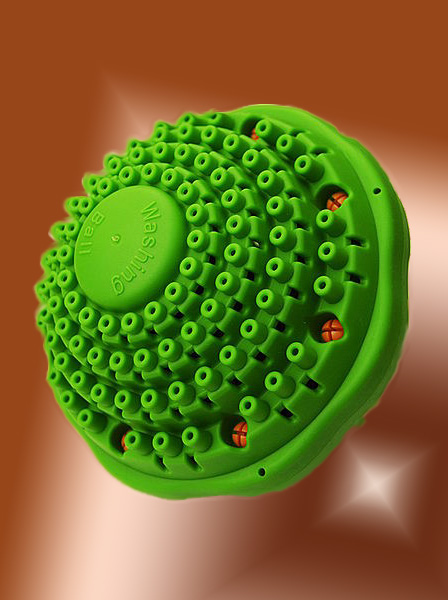
Een wasbal met keramische vulling

Een wasbal is een product dat wordt aangeprezen als een alternatief voor wasmiddel. Er zijn uiteenlopende varianten en vullingen, bijvoorbeeld met magnetische deeltjes of met keramische balletjes die het waswater zouden ioniseren (hydroxide-ionen). Dit zou het vuil losweken, waardoor weinig tot geen regulier wasmiddel nodig zou zijn. Wasballen kunnen schade aanrichten als ze kapotgaan en keramische deeltjes in de machine komen. Ze kunnen in het algemeen goed of slecht uitpakken en bewijs voor een duidelijk positieve werking is er niet.

## Gebruik
Er zijn uiteenlopende aanbevelingen, bijvoorbeeld voor gebruik van koud of warm water, zonder wasmiddel of met 20% van de gebruikelijke dosering. 

## Varianten en werking
Er bestaan talloze varianten in uiteenlopende vormen. Sommige bevatten pellets met wasmiddel, die moeten worden bijgevuld, anderen bevatten keramiek dat het water zou moeten ioniseren. Ook zijn er varianten die het water of het wasgoed zouden magnetiseren, of die een gekleurde vloeistof bevatten. Ook wordt er geclaimd dat een wasbal microvezels zou afvangen.
De mechanische wrijving van de bal zou werking kunnen hebben, maar bij cacaovlekken bleek schoon water beter te werken dan water met een wasbal.

## Ontbrekend bewijs
Hoewel er onderzoek naar de wasbal is gedaan, is er nooit bewijs gepresenteerd voor de werking. Er wordt naar onderzoek verwezen, maar de onderzoeksresultaten zijn kennelijk niet openbaar. De verschillende varianten zijn niet allemaal getest. Op internetfora beweert de een dat zijn was er schoner mee wordt, terwijl een ander claimt goede resultaten zonder wasmiddel én zonder bal te behalen. Het feit dat de wasbal in het begin via multi-level marketing werd verkocht, leidde bij sommigen tot scepsis.

## Milieu
Er worden argumenten genoemd waarom de wasbal beter zou zijn voor het milieu dan regulier wasmiddel, maar zonder berekeningen voor de geclaimde ecologische voordelen:
- 80% of meer besparing op wasmiddel
- er is minder water nodig om te spoelen (vereist een speciaal wasprogramma)
- er kan op lagere temperatuur worden gewassen
- energiebesparing door het niet faciliteren van het productieproces van regulier wasmiddel
- geen verpakking van regulier wasmiddel (of minder, bij gebruik van weinig wasmiddel samen met de wasbal).